# Kanton Livry-Gargan
Kanton Livry-Gargan is een kanton van het Franse departement Seine-Saint-Denis. Kanton Livry-Gargan maakt deel uit van het arrondissement Le Raincy en telde 73 785 inwoners in 2017.

## Gemeenten
Het kanton Livry-Gargan omvatte tot 2014 enkel de gemeente Livry-Gargan.
Door de herindeling van de kantons bij decreet van 21 februari 2014, met uitwerking in maart 2015, werd de gemeente Clichy-sous-Bois aan het kanton toegevoegd.